# Juan Carlos Calvo
Juan Carlos Calvo (ur. 26 czerwca 1906 w Montevideo, zm. 12 października 1977) – urugwajski piłkarz grający na pozycji napastnika.
Jako piłkarz klubu Miramar Misiones wziął udział wraz z reprezentacją Urugwaju w mistrzostwach świata w 1930 roku. Urugwaj zdobył wtedy tytuł mistrza świata, jednak Calvo nie wystąpił w żadnym spotkaniu.
Calvo nigdy w swojej karierze nie zagrał w Copa América.